# Subanguina picridis
Subanguina picridis is een stengelgalaaltje dat tot de parasitaire rondwormen behoort en onder andere Rhaponticum repens en Serratula latifolia als waardplanten heeft.
De vrouwtjes zijn 1,75-2,4 mm lang en 105 µm dik. De mannetjes zijn 1,75 mm lang en 53-55 µm dik. De eieren zijn 55-74 µm lang en 33-40 µm breed. Het spiculum van het mannetje is 30-37 µm en het gubernaculum 10-11 µm lang.
De rondworm wordt in de Verenigde Staten ingezet bij de biologische bestrijding van de woekerende Rhaponticum repens.